# فلاديتشين هان
فلاديتشين هان (Владичин Хан) هي مدينة في بتشينيا في مقاطعة وسط صربيا في صربيا.
يبلغ عدد سكانها حوالي 8536 نسمة.

## معرض صور

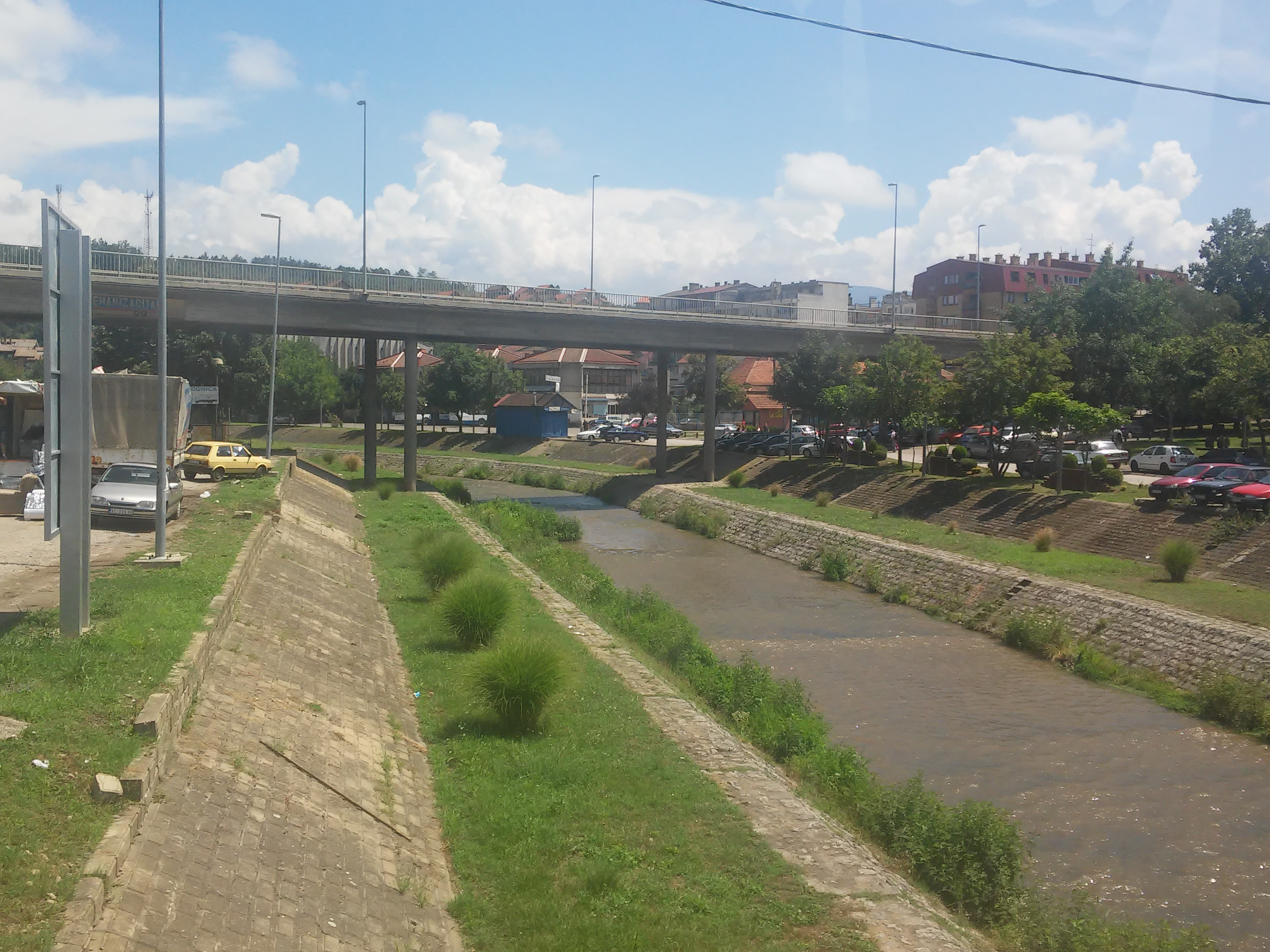
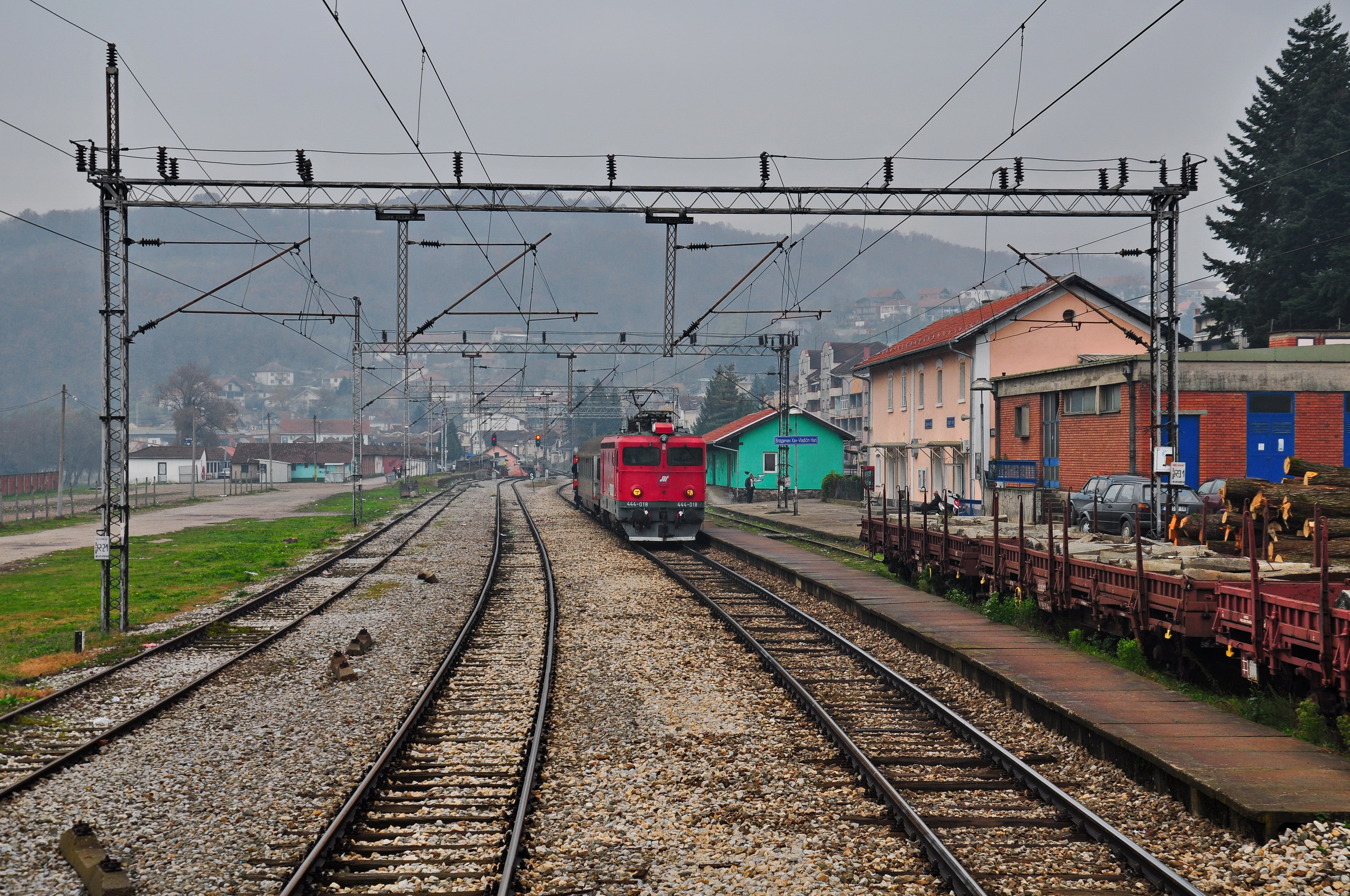
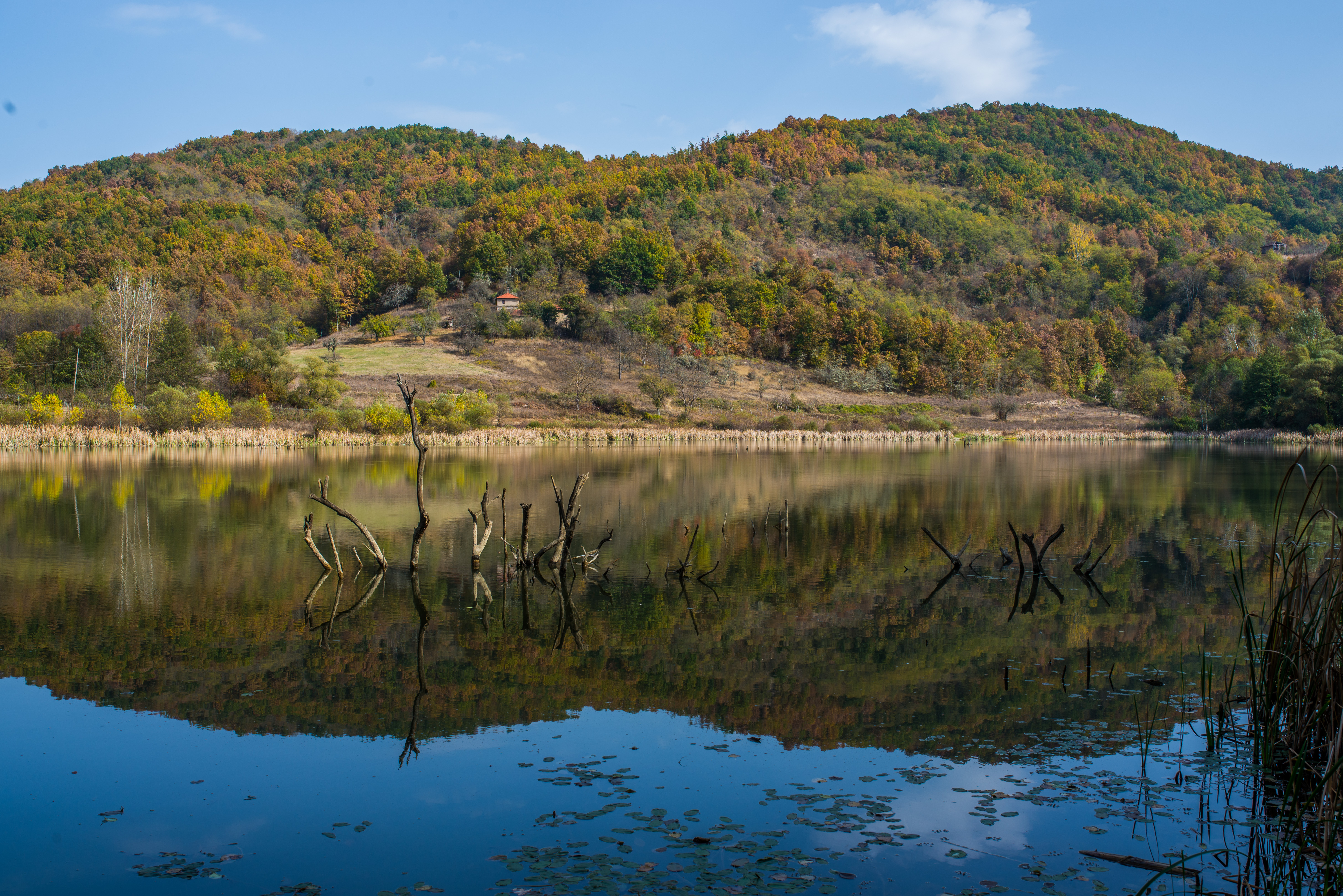

## أعلام
- بوبان ماركوفيتش